# タンパ号事件

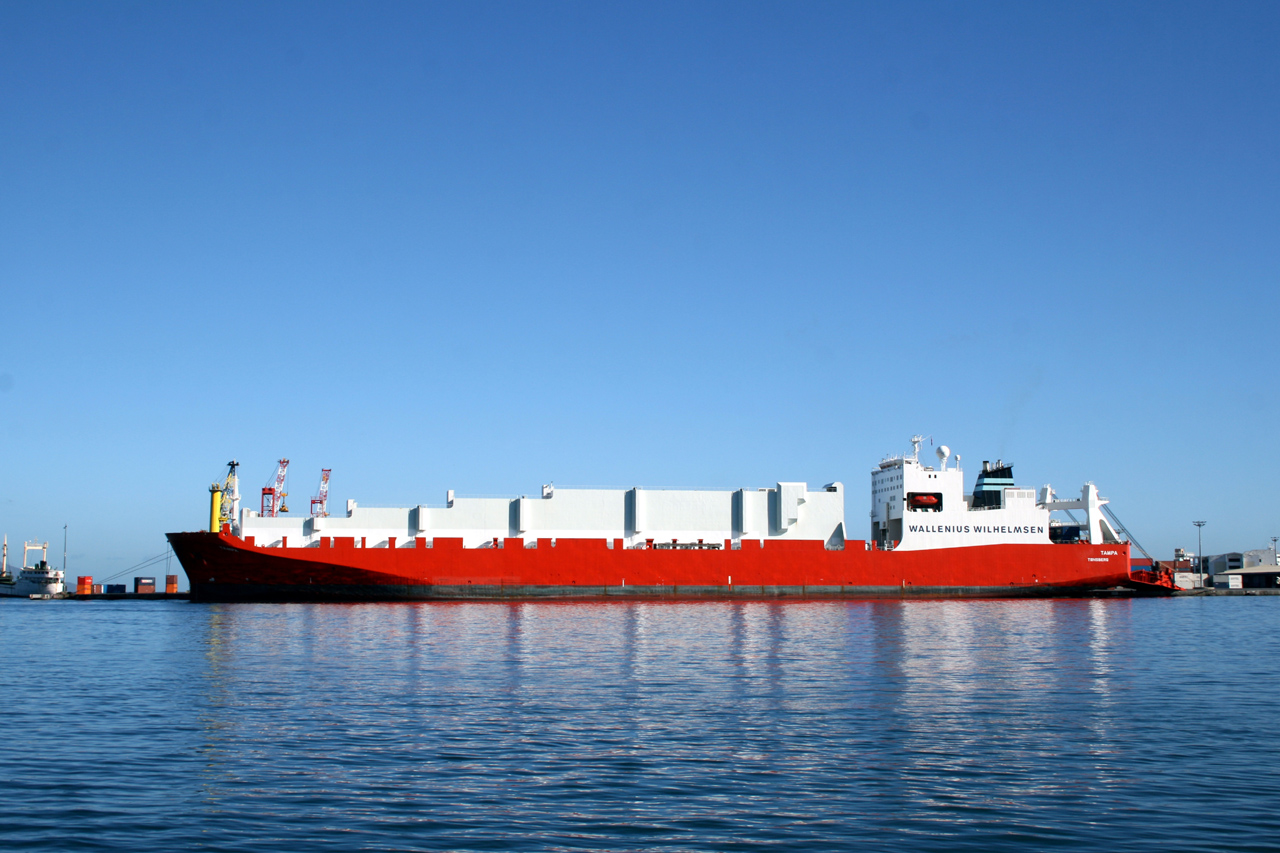
MV Tampa.

タンパ号事件（Tampa affair）は、オーストラリア、ジョン・ハワード政権が2001年8月に、438名のアフガニスタン難民を載せたノルウェー船タンパ号（MV Tampa）のオーストラリア海域への立ち入りを拒否し、ナウル共和国が受け入れた事件。
タンパ号が国内海域に入ると、オーストラリア首相は特殊部隊
(SAS)に乗り込むことを指示し、ノルウェー政府は国際連合規定に反すると発言した。オーストラリア政府は国境保護法（Border Protection Bill）、パシフィック・ソリューション（"Pacific Solution"）を導入した。

## 経過
- 2001年：多数の難民希望者がクリスマス島を含むオーストラリア領へ船で到達。

- 2001年8月24日：438名（男性：369名、女性：26名、子ども：43名）のアフガニスタン人が多数乗った木製の釣り船Palapa 1（全長 20m）がクリスマス島北140km地点で座礁。
- 8月26日：オーストラリア救出調整センター（Rescue Coordination Centre (RCC) Australia）は、海域を通る船舶に連絡、最も近い位置にいたタンパ号が応答、救出に向かう。
- 救出者は医療手当のために最も近い港に搬送されるという国際海事法に基づき、インドネシア メラク（Merak）が受け入れの連絡[4]。
- 14時：オーストラリア沿岸警備（Australian Coastwatch）とともに、タンパ号がパラパ1号に合流、救出後にインドネシアに向かう。アフガニスタン難民はタンパ号船長アルネ・リナン（Arne Rinnan）にクリスマス島或はオーストラリアを含む西欧諸国へ向かう事を要求し、船長リナンは指示に従い、クリスマス島に向かう[5][6][7][8]。
- 8月29日：タンパ号はオーストラリア海域、クリスマス島から4海里に投錨。オーストラリア政府に亡命者上陸を要求するが、オーストラリア政府は国内海域への進入を拒否[9][10][11][12]。

- オーストラリア政府は医療支援と、食料を提供。タンパ号のクリスマス島接近を妨げるために、特殊空挺連隊(SAS) を配置。タンパ号へ国際海域への移動を求めるが、タンパ号は亡命者の状態を考慮し拒否。船のオーナー、及びノルウェー政府はタンパ号の判断を支持。

- 8月29日：オーストラリア首相は国境保護法2001（"Border Protection Bill 2001"）を提出。
- タンパ号難民は、オーストラリア海軍船により、ナウルに搬送。多くはナウル収容センターに移動[13]。

- タンパ号船長アルネ・リナンに、ノルウェー政府が最高名誉市民を授与。
- 2002年：タンパ号船員は、UNHCR ナンセン難民賞を受賞。
- 150名はニュージーランドへ搬送され、難民認定[14]。

- 2004年5月23日：ナウルのアフガニスタン難民92名はオーストラリアから難民認定。11名は却下[15]。

## 参照
1. ↑  Statement by Australian Ambassador, UNITED NATIONS GENERAL ASSEMBLY 56th SESSION, 27 November 2001
2. ↑  “United Nations General Assembly– Fifty-sixth session” (PDF).  国際連合 (2001年11月27日). 2006年6月24日時点のオリジナルよりアーカイブ。2006年7月8日閲覧。
3. ↑  Border Protection Bill 2001
4. ↑  David Marr & Marian Wilkinson (2005). Dark Victory, p 30. ISBN 1-74114-447-7.
5. ↑  David Marr & Marian Wilkinson (2005). Dark Victory, p 26. ISBN 1-74114-447-7.
6. ↑  http://www.abc.net.au/lateline/content/2001/s360253.htm Tampa captain defends action, Lateline, Australian Broadcasting Corporation, 2001-09-06
7. ↑  http://observer.guardian.co.uk/international/story/0,6903,545649,00.html All Australia can offer is guano island, The Observer, 2001-09-02
8. ↑  David Marr & Marian Wilkinson (2005). Dark Victory, p. 33. ISBN 1-74114-447-7.
9. ↑  David Marr & Marian Wilkinson (2005). Dark Victory, p 31. ISBN 1-74114-447-7.
10. ↑  “アーカイブされたコピー”. 2007年9月9日時点のオリジナルよりアーカイブ。2009年5月31日閲覧。 Question Without Notice,  Australian Government, Department of Foreign Affairs and Trade, 2001-8-28
11. ↑  http://www.australiaun.org/unny/il_271101.html, Oceans and the Law of the Sea, 2001-11-27, Australian Permanent Mission to the United Nations
12. ↑  “アーカイブされたコピー”. 2007年9月9日時点のオリジナルよりアーカイブ。2009年5月31日閲覧。 Question Without Notice, Australian Government, Department of Foreign Affairs and Trade, 2001-8-30
13. ↑  Frame, Tom (2004). No Pleasure Cruise: the story of the Royal Australian Navy. Crows Nest, NSW: Allen & Unwin. p. 292. ISBN 1741142334. OCLC 55980812
14. ↑  Australia's Pacific Solution becomes "A Pacific Nightmare" Oxfam, August 2002
15. ↑  Most Nauru refugees to be resettled, The Sydney Morning Herald, 23 May 2004

- http://news.bbc.co.uk/2/hi/asia-pacific/1522723.stm Australia ships out Afghan refugees], BBC News, 3 September 2001.
- https://web.archive.org/web/20060821101703/http://www.hi.com.au/resource/rfactsa.asp?kla=13&subtopicid=3274 Tampa Crisis
- http://www.news.com.au/heraldsun/story/0,21985,22116795-662,00.html Howard book refloats Tampa

## 文献
- Decision of Justice North, Federal Court of Australia 11 September 2001
- Decision of Full Court overturning decision of Justice North, 18 September 2001
- David Marr & Marian Wilkinson Dark Victory. ISBN 1-74114-447-7
- Ian McPhedran "The Amazing SAS". ISBN 0-7322-7981-X
- News.com.au: Reflections by Julian Burnside on Tampa with public comments published to coincide with 5 year anniversary of the event
- Daniel Ross, Violent Democracy, ch. 5.